# Ignatius Jeiler

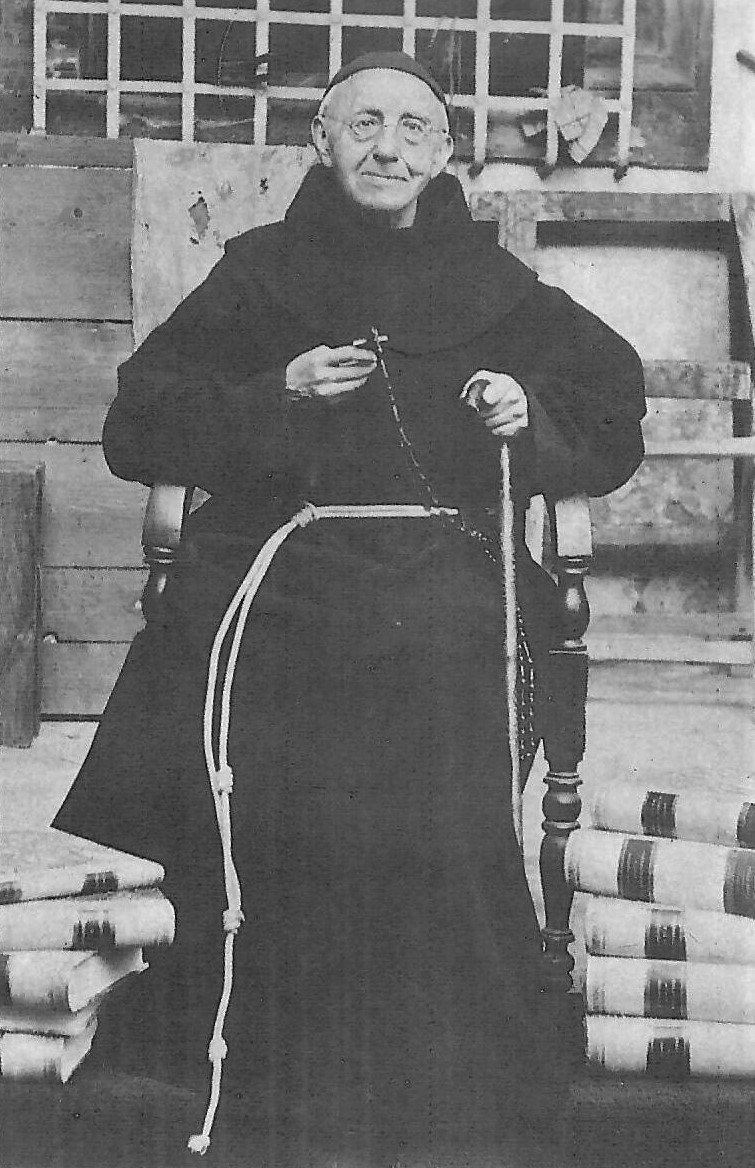
Ignatius Jeiler mit den Opera omnia des Bonaventura

Ignatius Jeiler OFM (* 4. Dezember 1823 in Havixbeck bei Münster als Franz Jeiler; † 9. Dezember 1904 in Quaracchi bei Florenz) war ein deutscher Franziskaner und Theologe.

## Leben
Franz Jeiler trat 1845 in die Sächsische Franziskanerprovinz (Saxonia) ein und erhielt den Ordensnamen Ignatius. Die Provinz hatte durch die Säkularisation ab 1803 starke Einschränkungen hinzunehmen; erst ab 1843 war es ihr wieder erlaubt, Novizen aufzunehmen. Nach seiner Priesterweihe 1848 war Jeiler ab 1849 in Warendorf Novizenmeister; als erster Franziskaner hielt er Volksmissionen im Bistum Paderborn.
Von 1854 bis 1861 schloss er sich dem Ordenszweig der Alcantariner an. Er reiste 1854 nach Rom und musste, als sich die Bewegung verstieg, von 1855 bis 1861 in päpstlichem Arrest in Italien verbleiben, wurde dann aber rehabilitiert.  Jeiler wirkte ab 1861 in der Provinz als Lektor für Humaniora, den Unterricht des Ordensnachwuchses in Latein, Griechisch und Deutsch, in Düsseldorf und von 1865 bis 1875 als Lektor für Theologie in Paderborn. 1870 wählte ihn das Provinzkapitel der Saxonia zum Kustos der Provinz; er wurde 1876 und 1879 wiedergewählt. Von 1876 bis 1879 war er Präses (Oberer) der Residenz in Brunssum, einem der Exilklöster der Saxonia in der Zeit des Kulturkampfes. Beim Kapitel 1882 in Moresnet bat er darum, wegen seiner Arbeit an der Bonaventura-Ausgabe das Amt des Kustos nicht antreten zu müssen, was vom Kapitel nicht akzeptiert wurde. Als er 1884 erneut in das Amt gewählt wurde, wurde sein Rücktritt angenommen.

## Wissenschaftliche Tätigkeit
Seit 1879 war Ignatius Jeiler am Collegio di San Bonaventura, dem Ordensstudium des Franziskanerordens in Quaracchi bei Florenz, tätig, wo er maßgeblich an der kritischen Edition der Schriften des Franziskanertheologen Bonaventura mitarbeitete. Das Collegio in der Villa La specchio (Landhaus Rucdcelai) war im Oktober 1877 von P. Fidelis Maddalena a Fanna aus Friaul mit acht Mitarbeitern bezogen worden. Die Saxonia stellte sechzehn Mitbrüder für die Mitarbeit an dem Bonaventura-Projekt und andere Forschungen im Bereich der Scholastik frei, da wegen des durch den Kulturkampf bedingte Exils das ursprüngliche Tätigkeitsfeld der Provinz stark eingeschränkt war. Ignatius Jeiler hatte sich bereits als Lektor im Ordensstudium mit Bonaventura beschäftigt; zu Beginn des Kulturkampfes hatte er von November 1875 bis Februar 1876 P. Fidelis a Fanna auf einer Bibliotheksreise begleitet, wo sie unter anderem in Berlin, Greifswald, Danzig, Königsberg, Wittenberg und Halle Handschriften mit Werken Bonaventuras sichteten und verglichen. 1881, nach dem Tod von Fidelis a Fanna, wurde Jeiler zum Studienpräfekt am Collegio di San Bonaventura ernannt und blieb es 22 Jahre lang. Zwischen 1882 und 1902 erschienen kontinuierlich in elf Bänden die Opera omnia des Bonaventura; Jeiler war dabei für die abschließende Textgestaltung zuständig. Er verfasste die Prolegomena zur Werkausgabe und mehrere erläuternde Scholien. Während der heißen Sommermonate hielt Ignatius Jeiler häufig Exerzitien für Schwestern in Deutschland.
Neben seiner Arbeit zu Bonaventura verfasste Jeiler einige seelsorgliche Schriften aus Bescheidenheit anonym, so eine Anleitung zur Generalbeichte, die ab 1850 in mehreren Auflagen erschien. Für das Wetzer und Welte’s Kirchenlexikon schrieb er 61 Artikel mit franziskanischem Bezug, ferner regelmäßig Buchbesprechungen aus dem Bereich der Dogamtik, Scholastik und Kirchengeschichte im Literarischen Handweiser, mit dessen Herausgeber Franz Hülskamp er befreundet war. Eng befreundet war er auch mit dem Kirchenhistoriker Heinrich Denifle OP. Den Ordensgründer Arnold Janssen beriet und begleitete er bei der Gründung und „aszetischen Formung“ der Steyler Missionare (Societas Verbi Divini, SVD, d. h. Gesellschaft des Göttlichen Wortes).

## Ehrungen
1888 erhielt Ignatius Jeiler die Ehrendoktorwürde der Katholisch-theologischen Fakultät der Universität Münster.
Wegen seiner Verdienste um die Bonaventura-Ausgabe wurde P. Ignatius beim Provinzkapitel 1891 in Paderborn zum Ex-Generaldefinitor ehrenhalber (Exdefinitor Generalis titularis) ernannt.

## Veröffentlichungen (Auswahl)
- Doctoris Seraphici S. Bonaventurae Opera Omnis. Quaracchi (10 Bände, Tomus I. 1882, Tomus X. 1902.)
- De humanae cognitionis ratione anecdota quaedam seraphici doctoris S. Bonaventurae et nonnullorum eius discipulorum. Quaracchi 1883.
- Bonaventurae principia de concursu Dei generali ad actiones causarum secundarum collecta et S. Thomae doctrina conformata. Quaracchi 1897.
- Die Lehre des heiligen Bonaventura in Betreff des Ontologismus. In: Der Katholik 1874, S. 653–667.
- Jubiläums-Büchlein oder faßlicher Unterricht über das Jubiläum und die Art und Weise, sich der Gnadendesselben theilhaftig zu machen. Warendorf 1865 (anonym, „Von einem Ordenspriester“)
- Der Ablaß von Portiuncula. Erklärung desselben nebst passenden Gebeten für das katholische Volk. Paderborn 1870 (anonym, „Von einem Priester aus dem Orden des Hl. Franciscus“).
- Die selige Kreszentia Höß von Kaufbeuren in ihrem Leben und ihren Tugenden gezeichnet. Dülmen 1874, 9. Aufl. 1909 (in über 100 000 Exemplaren aufgelegt, mehrfach übersetzt)[12]
- Die selige Mutter Franziska Schervier, Stifterin der Genossenschaft der Armenschwestern vom heiligen Franziskus, dargestellt in ihrem Leben und Wirken. Freiburg 1893 (mehrfach aufgelegt).
- Normalbuch für die Brüder und Schwestern des III. Ordens des heiligen Franziskus. (Ignatius Jeiler besorgte zwischen 1864 und 1882 sieben Auflagen.[13])
- Beitrag zur Geschichte der Sächsischen Franziskanerprovinz vom hl. Kreuze. Düsseldorf 1904 (Erinnerungen).